# Mihran Manasyan
Mihran Manasyan, né le 13 juin 1989 à Erevan, est un footballeur arménien évoluant au poste d'attaquant.

## Biographie
Le 2 juillet 2015, il inscrit son seul et unique but en Coupe d'Europe avec le FC Alashkert, lors de la réception de l'équipe écossaise du St. Johnstone FC. Ce match gagné sur le score de 1-0 rentre dans le cadre du 1er tour préliminaire de la Ligue Europa.

## Palmarès

### En club
- Champion d'Arménie (8) :
  - Champion en 2007, 2008, 2009 et 2010 avec le Pyunik Erevan ; en 2011 avec l'Ulisses FC ; en 2016 et 2017 et 2018 avec l'Alashkert FC
- Coupe d'Arménie (3) :
  - Vainqueur en 2009 et 2010 avec le Pyunik Erevan ; en 2019 avec l'Alashkert FC
- Supercoupe d'Arménie (4) :
  - Vainqueur en 2008 et 2010 avec le Pyunik Erevan ; en 2016 et 2018 avec l'Alashkert FC

### Individuel
- Meilleur buteur du championnat d'Arménie en 2014 (17 buts), 2016 (16 buts, à égalité avec Héber) et 2017 (14 buts)[2]